# Anton Zischka

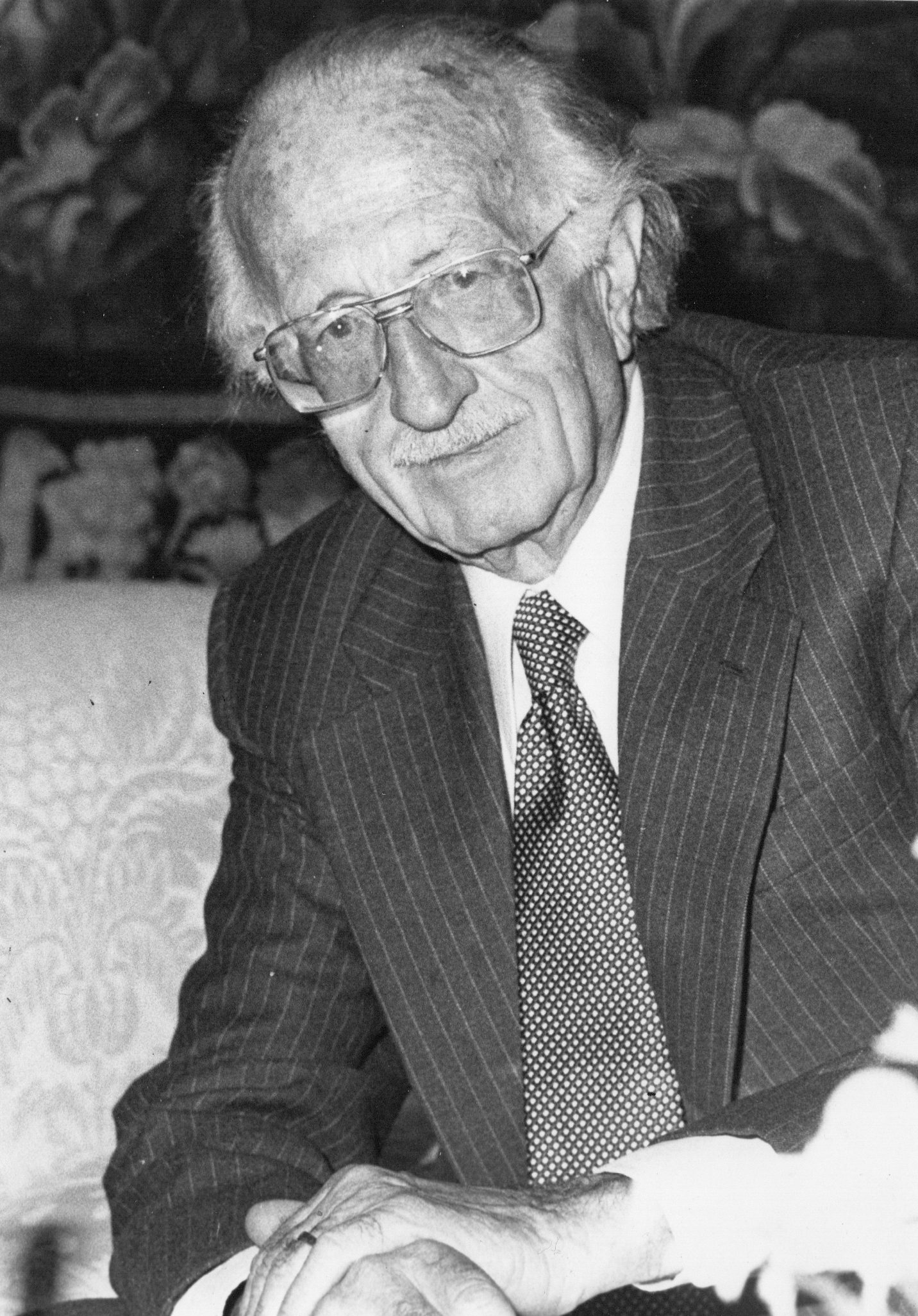
Anton Zischka 1983

Anton Emmerich Zischka (von Trochnov) (* 14. September 1904 in Wien, Österreich-Ungarn; † 31. Mai 1997 in Pollença, Spanien) war ein österreichischer Journalist und in der Weimarer Republik, im Dritten Reich wie auch der Bundesrepublik Deutschland einer der erfolgreichsten Sachbuchautoren. Er schrieb auch unter den Pseudonymen Rupert Donkan, Thomas Daring, Darius Plecha und Antal Sorba. Seine rund 40 Bücher, die zumeist Sachthemen und technisch-wirtschaftliche Zusammenhänge populärwissenschaftlich darstellen, wurden bis heute in 18 Sprachen übersetzt.

## Leben
Der mehrsprachige Zischka war von 1924 bis 1929 Redakteur der Neuen Freien Presse, ab 1930 in Paris Zeitschriftenkorrespondent für diverse europäische sowie amerikanische Zeitungen und berichtete aus nahezu allen Kontinenten. Der große wirtschaftliche Erfolg als Journalist verschaffte ihm unter anderem die Möglichkeit, mit einem eigenen Flugzeug vor Ort internationale Berichterstattung zu betreiben. So wurden etwa seine Reportagen von den Überschwemmungen in China 1931 von vielen großen europäischen Zeitungen abgedruckt und verhalfen ihm zu enormer Popularität. Nach dem Erfolg seines ersten Buches „Le Monde en Folie“ von 1933 blieb Zischka fortan freier Schriftsteller und lebte mit seiner aus den Niederlanden stammenden Frau ab 1935 bis zu seinem Tode 1997 auf seiner Finca in Cala San Vicente auf Mallorca. Teile von Zischkas umfangreichem Privatarchiv sind mittlerweile im Deutschen Museum München aufbewahrt, eine detaillierte wissenschaftliche Aufarbeitung steht noch aus. Während seiner Arbeit kam er in Kontakt zu zahlreichen prominenten Persönlichkeiten, so Ibn Saud, Chiang Kai-shek, Josef Stalin, Thomas Alva Edison, Carl Bosch und Hermann Staudinger.

## Reisejournalismus und Industriereportagen
Während mit Beginn der 30er Jahre Auslandsreisen für Deutsche schwieriger wurden, vermittelten Zischkas Reiseberichte und Industriereportagen (Zischka arbeitete unter Pseudonym in den berüchtigten belgischen Kohlefeldern und rumänischen Ölfeldern) direkt vom Ort des Geschehens den Eindruck von Weltläufigkeit und Authentizität und verkauften sich nicht nur in Deutschland ausgezeichnet. Sein freier Umgang mit fremdem geistigen Eigentum brachte ihm allerdings wiederholt Plagiatsvorwürfe ein und führte schon in den 30er Jahren zum Bruch mit seinem französischen Verleger Payot.

## Erfolg als Sachbuchautor, im „Dritten Reich“ wie international
Der Leipziger Goldmann Verlag verdankte seinen Aufstieg in den 1930er Jahren maßgeblich dem Erfolg von und mit Zischkas Bestsellern. Im Unterschied zum in Deutschland lebenden Romanautor Karl Aloys Schenzinger, einem weiteren „(Rohstoff-) Bestseller des 3. Reiches“ blieb Zischka in Spanien und beim Sachbuchformat und war als Schriftsteller auch international sehr erfolgreich. Einen Förderer im NS-Regime suchte und fand der bei den NS-Granden nicht unumstrittene Zischka in Fritz Todt. Dieser führte unter anderem „Wissenschaft bricht Monopole“ (von 1936) als Schulbuch bzw. Pflichtlektüre in den Realschulen ein, das Buch wurde aber auch in 18 Sprachen übersetzt und verkauft. Zischka erklärt dabei wie auch im 1939 erschienenen „Ölkrieg“ Kriege und bewaffnete Konflikte als Auseinandersetzung um (ungleich verteiltes) Land und Rohstoffe. Er stellte demgegenüber technische Entwicklungen aus Deutschland wie etwa die Kohleverflüssigung oder die Ammoniaksynthese (Haber-Bosch-Verfahren) als mögliche globale Friedensstifter dar. Darüber hinaus wurde dem „raffenden Kapitalismus“ britischer wie amerikanischer Prägung die schaffende „Volksgemeinschaft“ als größte und wichtigste „Synthese“ einer „neuen Zeit“ gegenübergestellt. Diese gehe im Gegensatz zum „amerikanischen Monopolkapitalismus“ in friedliebender „organischer“ sowie „planmäßiger“ Ausrichtung auf das „Gemeinwohl“ vor und teile ihre technischen Errungenschaften bereitwillig mit anderen. Einer englisch orientierten demokratischen Öffentlichkeit, einer von Massenmedien und parteipolitischen Auseinandersetzungen bestimmten Gesellschaft setzt er eine organische Synthese, sein Ideal einer auf Basis einer breiten parteiübergreifenden Massenbewegung und nach technokratischen Effizienzkriterien autoritär geführten Gemeinschaft entgegen.
Zischka bediente damit nicht nur damals weitverbreitete deutsche Sehnsüchte mit einem zutiefst deutschen, aber nicht vorrangig unter NS-Vorzeichen zu betrachtendem Gegensatzpaar. Er vermittelte auch im Ausland vor dem Krieg ein vergleichsweise friedlich-technokratisches Bild des „Dritten Reiches“. Er beantragte allerdings am 20. Juli 1940 die Aufnahme in die NSDAP und wurde am 1. Dezember aufgenommen (Mitgliedsnummer 8.127.933). Er war zudem Mitglied der Auslandsorganisation der Deutschen Arbeitsfront gewesen, hatte die auf Mallorca stationierte Legion Condor geschult und deutsche Regierungsstellen mit Geheimberichten über die politische Situation in Spanien informiert. Zudem scheute er nicht davor zurück, antisemitische Propaganda zu veröffentlichen, und behauptete etwa, die „jüdische Finanzwelt“ wolle die deutsche Wirtschaft „vernichten“. Zischka gelang es nach dem Krieg, nach einem zwischenzeitlichen Schreibverbot im Spanien Francos sich (wieder) auf dem deutschen Buchmarkt als unpolitischer, dem Frieden verbundener Anhänger einer Technokratie zu positionieren.

## Wiederaufnahme der Schriftstellertätigkeit nach 1945
Aufgrund eines alliierten Repatriierungsbefehls war Zischka nach 1945 im Spanien Francos vorübergehend interniert und konnte erst ab 1948 (zunächst unter Pseudonym) allmählich wieder Fuß fassen und auch weiterhin legal in Spanien bleiben. Neben einer Vielzahl von Buchveröffentlichungen im Verlag Bertelsmann wurde Zischka vor allem in Deutschland auch durch Publikumsvorträge bekannt. Neben Energiefragen beschäftigte er sich auch mit der Rolle des Dollars in der Weltwirtschaft und stellte hier wieder angeblichem britischen und amerikanischen Kommerz und Kriegstreiberei eine nun nicht deutsch, sondern europäisch konnotierte Friedensmacht gegenüber.
Zischka befürwortete in vielen seiner Bücher eine nachhaltige wirtschaftliche Entwicklung und die Industrialisierung der Staaten der Dritten Welt. In seinen Werken Kampf ums Überleben. Das Menschenrecht auf Energie und Die alles treibende Kraft. Weltgeschichte der Energie propagierte er unter anderem die Notwendigkeit des massiven Einsatzes der Kernenergie zur weltweiten Energieerzeugung. Daran hielt er auch nach der Nuklearkatastrophe von Tschernobyl fest. In seinem Buch Tschernobyl – kein Zufall. Sowjetwirtschaft und die Fehler des Westens warnte er vor dem sich anbahnenden Atomausstieg.
In der Sowjetischen Besatzungszone wurden Zischkas Schriften Brot für zwei Milliarden Menschen (1940), Englands Bündnisse. 6 Jahrhunderte britische Kriege mit fremden Waffen (1940), Sieg der Arbeit (1940), Italien in der Welt (1941) und das in Berlin bei Eher erschienene Erfinder brechen die Blockade (1944) auf die Liste der auszusondernden Literatur gesetzt. In der Deutschen Demokratischen Republik folgte auf diese Liste sein 5000 Jahre Kleidersorgen (1943).

## Rezeption
Zischkas enormer Erfolg als Sachbuchautor ist nicht nur auf einen fesselnden Schreibstil und die unter hohem persönlichen Einsatz recherchierten Fakten zurückzuführen. Es gelang ihm auch, zentrale Themen und Trends (zum Beispiel Energieversorgung) frühzeitig zu erkennen und mit Berichten aus globalen Brennpunkten so provokant wie für breite Kreise verständlich darzustellen. Seine journalistische Vorgehensweise hat sehr unterschiedliche Nachfolger gefunden, genauso wie seine Argumentationen in breiten Bereichen des deutschen politischen Spektrums nachwirken. Ein Beispiel dafür ist die Aufnahme von Zischkas Paradigmen des Dollarimperialismus im Bereich der Antiglobalisierungsbewegung wie des Ölkriegs bei der Friedens- und Umweltbewegung. Die Aufnahme des Ölkriegsparadigmas durch die Friedensbewegung der 1990er Jahre wird verschiedentlich auch als Wiederaufnahme und Fortwirken klassisch antiamerikanischer Ressentiments gesehen.
Dan Diner sieht ähnlich wie bei Zischka in der Friedens- und Antiglobalisierungsbewegung die Gegenüberstellung der vorgeblichen Ölgier einer angloamerikanisch bzw. israelisch konnotierten Plutokratie mit einer friedlichen europäischen technokratischen Vision.

## Werke (in Auswahl)
- Der Kampf um die Weltmacht Baumwolle, Goldmann, Leipzig 1935[19]
- Abessinien. „Das letzte ungelöste Problem Afrikas“, ebd. 1935[20]
- als Thomas Daring: Ausbeuter der Natur. Goldmann, Lpz. u. a. 1935 Inhaltsverzeichnis, Vorwort, Kap. 1[21]
- als Rupert Donkon: Die Auferstehung Arabiens. Ibn Sauds Weg und Ziel. ebd. 1935[22]
- Japan in der Welt. Die japanische Expansion seit 1854. Goldmann ebd. 1936, völlig überarb. & vermehrt 1937, 1938
- Italien in der Welt. Goldmann ebd. 1937, überarb. & ergänzt 1938
- Wissenschaft bricht Monopole. Der Forscherkampf um neue Rohstoffe und neuen Lebensraum. Goldmann, Leipzig 1936[23]
- Brot für 2 Milliarden Menschen. Der Kampf um die Nahrung der Welt, Wilh. Goldmann, Leipzig 1938
- Ölkrieg. Wandlung der Weltmacht Öl, Goldmann, Leipzig 1939
- Englands Bündnisse, Goldmann, Leipzig 1940
- Sieg der Arbeit. Geschichte des tausendjährigen Kampfes gegen Unwissenheit und Sklaverei, Goldmann, Leipzig 1941
- Die Auferstehung Arabiens, 1942
- Asien. Hoffnung einer neuen Welt. Pläne und Möglichkeiten der neutralen Hälfte der Menschheit. Oldenburger Verlagshaus (vorm. Gerhard Stalling), 1950[24]
- Afrika. Europas Gemeinschaftsaufgabe Nr. 1 Gerhard Stalling, Oldenburg 1951[25]
- Die Welt bleibt reich, 1952
- Befreite Energie – Der Menschheitskampf um die Nutzung der Naturkräfte. Karl Marklein-Verlag, Düsseldorf 1953
- Frieden in einer reicheren Welt. Vorwort, Inhaltsverzeichnis (PDF; 385 kB) Bertelsmann, Gütersloh 1958
- Asiens Wilder Westen – Die Wandlung Westchinas und Tibets, der Mongolei und Sibiriens 1959
- Pioniere der Elektrizität. Vom Bernstein bis zum Zyklotron. Bertelsmann, Gütersloh 1958. Neuausgabe udT: Große Pioniere der Elektrizität. ebd. 1962 i. d. Reihe "Bücherei Bildung und Wissen”.
- Krieg oder Frieden. Die Chancen des Friedens in unserer Zeit. C. Bertelsmann Verlag, Gütersloh 1961
- Kohle im Atomzeitalter, Bertelsmann, 1961
- Welt ohne Analphabeten – Probleme und Möglichkeiten der Bildungshilfe. C. Bertelsmann Verlag, Gütersloh 1964
- Die Ruhr im Wandel. Ruinenfeld oder Retter von morgen? Scharioth’sche Buchhandlung, Essen 1966
- War es ein Wunder? Zwei Jahrzehnte deutschen Wiederaufstiegs. Mosaik, Hamburg, 1966
- Das Ende des amerikanischen Jahrhunderts. 1972; wieder Stalling, Oldenburg 1985, ISBN 3-7979-1343-5
- Kampf ums Überleben. Das Menschenrecht auf Energie. Econ, München 1979, ISBN 3-430-19964-6
- (unter Pseudonym Antal Sorba): Die große Schröpfung. 5000 Jahre Wirtschaft trotz Finanzamt, Econ, München 1985, ISBN 3-430-18620-X
- Der Dollar. Glanz und Elend der Weltwährung, Langen Müller/Herbig, 1986; Akt. Neuausgabe 1995, ISBN 3-7844-7345-8
- Tschernobyl: kein Zufall. Sowjetwirtschaft und die Fehler des Westens. Universitas, München 1987, ISBN 3-8004-1138-5
- Die alles treibende Kraft. Weltgeschichte der Energie. Energie-Verlag, Heidelberg 1988, ISBN 3-87200-667-3

## Nachweise
1. 1 2 3 4 5 6 7 8  Wilhelm Füßl: Nachlass Anton Zischka. In: ARCHIV-info. 1. Jahrgang, Nr. 2, Dezember 2000, S. 3 (deutsches-museum.de [PDF; abgerufen am 18. Mai 2014]).
2. 1 2 3 4 5 6 7 8  Aufsatz von Dirk von Laak zu Zischka (Seite nicht mehr abrufbar, festgestellt im März 2019. Suche in Webarchiven)
3. ↑  Andy Hahnemann: Vom Sieg der Arbeit. Anton Zischkas Briefwechsel mit seinem Verleger Wilhelm Goldmann 1934-1950. In: Sachbuch und populäres Wissen im 20. Jahrhundert. Hgg. Hahnemann & David Oels. Frankfurt 2008, S. 123–135
4. ↑  Jens Reich' Ökorat als Beispiel für grüne Autoritätssehnsüchte (Memento vom 22. November 2007 im Internet Archive) abgerufen am 16. Mai 2023
5. ↑  Bundesarchiv R 9361-IX KARTEI/50610354
6. ↑  Heike Weber: Technikkonzeptionen in der populären Sachbuchliteratur des Nationalsozialismus. Die Werke von Anton Zischka, in: Technikgeschichte, Bd. 66, Heft 3/1999, S. 205–236.
7. ↑  zit. nach Timm Ebner: „Das letzte ungelöste Problem Afrikas“. Anton Zischkas Darstellung des Abessinienkrieges 1935 zwischen ‚Achse‘, ‚Anschluss‘ und Zweitem Weltkrieg, in: Österreich. Geschichte, Literatur, Geographie, hrsg. vom Institut für Österreichkunde ÖGL 60 (2016), S. 182–196, hier S. 195.
8. ↑  Feindbild Rambo in Die Zeit 1999 zur problematischen Herkunft des Begriffs
9. ↑  http://www.polunbi.de/bibliothek/1946-nslit-y.html
10. ↑  http://www.polunbi.de/bibliothek/1948-nslit-x.html
11. ↑  http://www.polunbi.de/bibliothek/1953-nslit-y.html
12. ↑  Über Zischkas Buch "Der Dollar, Glanz und Elend der Weltwährung" (Memento vom 26. Oktober 2007 im Internet Archive) abgerufen am 16. Mai 2023
13. ↑  Volker Breidecker: Halt rein unsern Saft. Der aktuelle Slogan „Blut für Öl“ hat eine dunkle Geschichte, in: Süddeutsche Zeitung vom 24. Januar 2003.
14. ↑  so bei Sachbuchtiteln wie die dem Büso nahen Journalisten F. William Engdahl in „Mit der Ölwaffe zur Weltmacht“, dem ehemaligen FPÖ-Europaabgeordneten Hans Kronberger, in „Blut für Öl“, samt Vorwort des SPD-Solarexperten Hermann Scheer, dem früheren CDU-Mitglied und Vorreiter der Friedensbewegung Franz Alt und seinem „Krieg um Öl oder Frieden durch die Sonne“
15. ↑  Sebastian Voigt: 1/24, 8. Januar 2006, Antiamerikanismus, Referat (Memento vom 5. Januar 2009 im Internet Archive) (PDF; 163 kB), gehalten auf der Ferienakademie der Rosa-Luxemburg-Stiftung im September 2005; abgerufen am 16. Mai 2023
16. ↑  Dan Diner Feindbild Amerika. Über die Beständigkeit eines Ressentiments Berlin: Propyläen, 2002, ISBN 3-549-07174-4
17. ↑  Dan Diner Der Krieg der Erinnerungen und die Ordnung der Welt Rotbuch, Berlin 1991
18. ↑  Dan Diner: Blut und Öl. Über Traditionen politischer Kultur, in: Gewerkschaftliche Monatshefte, Heft 3/1991, S. 140–145.
19. ↑  2 Rezensionen: 1. Die wirtschaftliche Einsicht, die das Werk vermittelt, stärkt unser politisches Wollen. aus: Saarbrücker Landeszeitung vom 29. April 1935; -- 2. ...im Hinblick auf Deutschlands Kampf um seine textile Rohstoffversorgung gewinnt dieses Buch ganz besondere Bedeutung... Deutsche Wirker-Zeitung vom 2. Mai 1935. -- Vorwort (PDF; 469 kB) (Memento vom 1. Februar 2012 im Internet Archive) abgerufen am 16. Mai 2023
20. ↑  Vorwort, Literatur, Inhaltsverzeichnis, Auszug (Memento vom 1. Februar 2012 im Internet Archive) (PDF; 1,8 MB); abgerufen am 16. Mai 2023
21. ↑  grobe Inhaltsangabe in der Verlagsankündigung, Wiedergabe beim Abessinien-Titel, PDF-Datei, dort vorletzte seite
22. ↑  Verlagsank. mit grobem Inhalt auf der letzten Seite der PDF-Datei zum Abessinien-Titel
23. ↑  Klappentext: ...was hier in Jahren ... zusammengetragen wurde, war seit der Verkündigung des zweiten deutschen Vierjahresplans mehr geworden als nur ein Wirtschaftsbericht. Das wurde zum technischen und weltpolitischen Hintergrund eines Riesenprogramms, das nicht nur den Weg zur deutschen Unabhängigkeit, sondern zum Frieden überhaupt, das den Weg aus einer Welt der Angst und Not in eine Welt des Selbstbewußtseins und des Reichtums zeigen sollte... Das DHM zum Vierjahresplan: Hitlers geheime Denkschrift vom August 1936 zum "Vierjahresplan" umriß programmatisch das Ziel, Wirtschaft und Armee innerhalb von vier Jahren in Kriegsbereitschaft zu versetzen.(online) Ferner: ...auch über die Grenzen des Deutschen Reiches hinaus Verständnis für den Vierjahresplan erweckt zu haben. aus NSDAP: Der Schulungsbrief. --Geeignet, ein Hausbuch des zeitbewußten Deutschen zu werden. von: Reichssender Leipzig. -- Inhaltsverzeichnis: (PDF; 1,6 MB) (Memento vom 1. Februar 2012 im Internet Archive); abgerufen am 16. Mai 2023
24. ↑  zum NS-Verlag siehe folgenden Titel mit Anm. – Mit neutraler Hälfte meint Z.: Unabhängig von Ost und West. Er phantasiert hier schon so etwas wie die spätere Dritte-Welt-Bewegung herbei.
25. ↑  G. Stalling war ein Militaria- und SS-Verlag, mit rechtsradikaler Haupttendenz auch nach 1945, siehe Der geistige Niederschlag der nationalen Wiedergeburt. --Inhaltsverzeichnis des Buches: (PDF; 351 kB) (Memento vom 1. Februar 2012 im Internet Archive); abgerufen am 16. Mai 2023

| Personendaten    | Personendaten                                            |
| ---------------- | -------------------------------------------------------- |
| NAME             | Zischka, Anton                                           |
| ALTERNATIVNAMEN  | Rupert Donkan; Thomas Daring; Darius Plecha; Antal Sorba |
| KURZBESCHREIBUNG | österreichischer Journalist und Sachbuchautor            |
| GEBURTSDATUM     | 14. September 1904                                       |
| GEBURTSORT       | Wien                                                     |
| STERBEDATUM      | 31. Mai 1997                                             |
| STERBEORT        | Pollença, Mallorca, Spanien                              |